# 費來尼斯
費來尼斯是古希臘的性愛典籍作者名，相傳出身萨摩斯岛。古典時代在她名下的性愛書流傳於希臘、羅馬世界，對詩人、作家影響頗深（尤其包括情詩作家奧維德、短詩家馬提亞爾），然而現代已經散佚，僅存殘篇。現代學者多認爲這些書籍並非出自一人之手，而是本來流傳於民間的性愛書，作者附會費來尼斯之名。
在俄克喜林庫斯出土紙草中，有三篇署名「費來尼斯」，公開於1972年。

## 生平
根據俄克喜林庫斯紙草記載，費來尼斯的全名是「俄庫墨涅斯之女，薩摩斯的費來尼斯」；然而阿特納奧斯則記載她的出身地是琉卡斯島（今萊夫卡斯島）。其母名一說爲「古利那」。古代薩摩斯島以名妓衆多聞名，因故有學者認爲「費來尼斯」一名應是娼妓花名；然而亦有意見認爲古代沒有「費來尼斯是妓女」的說法。
古代關於費來尼斯的生平記載多強調她的風流韻事。基督教父游斯丁、他提安、革利免均批判她「姦淫污穢」，認爲她的書籍荼毒少年少女，近代作家約翰·多恩等亦以此形象刻畫費來尼斯其人。據託名琉善的僞作《愛情篇》（Ἔρωτες）記載，費來尼斯以穿戴陽具帶與女性的性愛聞名，在馬提亞爾的詩中也有費來尼斯的同性性愛記載，乃至描畫她以陽具帶對少年性交。

## 引用
1. ↑  Ostler 2007，第75頁.
2. ↑  Penrose 2016，第64頁.
3. 1 2 3  Boehringer 2014.
4. 1 2  P. Oxy. 2891.
5. ↑  Tsantsanogolou 1973，第191頁.
6. 1 2  Plant 2004，第45頁.
7. ↑  Traill 2008，第86頁.
8. ↑  Andreadis 2001，第47頁.
9. ↑  (Pseudo-)Lucian, Amores, 28.
10. ↑  Martial, 7.67.1.

## 外部連結
- 部分俄克喜林庫斯出土、署名「費來尼斯」的紙草集 （页面存档备份，存于）